# Медаль «В память итало-австрийской войны 1915-1918 годов»
Медаль «В память итало-австрийской войны 1915—1918 годов» (итал. Medaglia commemorativa della guerra italo-austriaca 1915-1918) — медаль Королевства Италия, вручалась всем тем, кто прослужил не менее 4 месяцев в зоне боевых действий во время Первой мировой войны. Её также называют просто «Медалью из бронзы врага» (итал. Medaglia Bronzo Nemico).

## История
Выпуск памятной медали Великой войны был отложен королём до лета 1920 года, когда подходили к концу обязательства итальянских войск в Албании. Указом Виктора Эммануила III № 1241 от 29 июля 1920 года была учреждена медаль «В память итало-австрийской войны 1915—1918 годов за завершение объединения Италии».
Эта медаль в первую очередь предназначалась для празднования победы в Первой мировой войне, а также завершения объединения Италии и 70-летия начала революционных движений, в 1848 году приведших к Первой войне за независимость Италии.
Особенность этой медали (о чём свидетельствует надпись на обороте «отчеканена из вражеской бронзы») заключается в том, что указом предусматривалось, что она должна была быть «отлита из бронзы артиллерии, взятой у врага».

## Лента
Указ определил, что лента медали должна иметь те же цвета, что и у знака «За тяготы войны», который, таким образом, ею был заменён.
Лента также почти идентична медали «В память объединения Италии», у которой слева красная, а справа зелёная полосы. Связано это с тем, что итало-австрийский конфликт считался продолжением борьбы за независимость.

## Условия награждения
Указом устанавливалось, что награждались все участники военизированных формирований и личный состав вспомогательных органов и ведомств, которые в течение не менее четырёх месяцев принимали участие в боевых действиях как на итальянской, так и южноспорадских, албанских, сирийских и палестинских территориях.
Хронологические рамки кампании обозначались с 24 мая 1915 по 4 ноября 1918 года, в то время как для солдат контингента, отправленного в Албанию, наградной период был продлён до 2 августа 1920 года — даты подписания итало-албанского соглашения.
Небольшая часть медалей была также вручена неитальянским солдатам, в частности французам и некоторым отличившимся в бою австрийцам, ставшими итальянскими гражданами после присоединения Тренто.

## Знаки отличия
- Медаль состоит из слегка вдавленного бронзового диска, на лицевой стороне которого изображено лицо Виктора Эммануила III, обращённое влево, в шлеме Адриана и мундире, окружённого надписью «GUERRA - PER L'UNITA' - D'ITALIA 1915 - 1918», чередующейся с переплетёнными лавровыми ветвями. На реверсе Нику триумфально несут итальянские солдаты на постаменте, образованном траншейными щитами. Вокруг него надпись: «CONIATA*NEL*BRONZO*NEMICO».
- Лента представляет собой перевернутый итальянского триколора (зелёные, белые и красные полосы), шесть раз повторяющегося на поверхности ленты. Может идти с бронзовыми лентами в память о годах военной службы награждëнного с числами «1915», «1916», «1917», «1918», позднее циркуляром 1921 года также устанавливались ленты с надписью «Албания 1919» и «Албания 1920» за время, проведённое на службе в войсках, базировавшихся в Албании после перемирия 4 ноября 1918 года.
- Лента дополнялась маленькой серебряной звездой за каждый год кампании.

| Ленты                      |                       |                        |                        |                        |
| менее года боевых действий | 1 год боевых действий | 2 года боевых действий | 3 года боевых действий | 4 года боевых действий |

## Знак для экипажей торговых судов

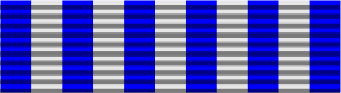
Знак «Экипажам торгового флота»

Королевским указом № 150 от 17 января 1918 года была учреждена знак «Экипажей торговых судов», которые хотя и не применялись непосредственно в боевых действиях, но столь же часто подвергались сложностям и рискам, связанными с ними.
Шёлковая лента содержала одиннадцать вертикальных линий одинаковой ширины с чередующимися синими и белыми цветами.
Королевским указом № 1786 от 15 июля 1923 года этот знак был преобразован в медаль «За заслуги для экипажей торгового флота, претерпевшим тяготы и опасности войны», идентичную во всех отношениях медали 1915—1918 годов, но носившуюся с бело-голубой лентой.

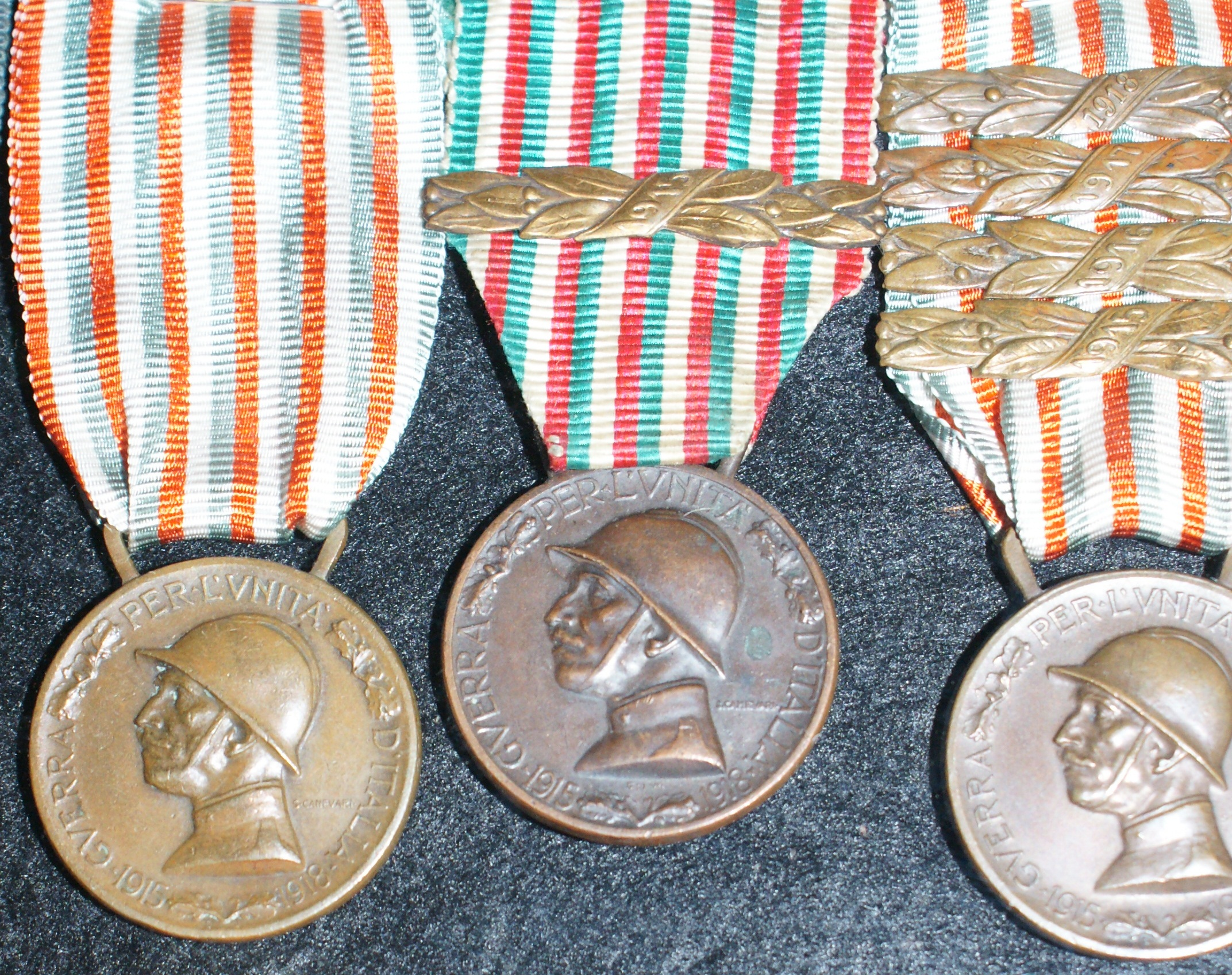
Медали с лентами
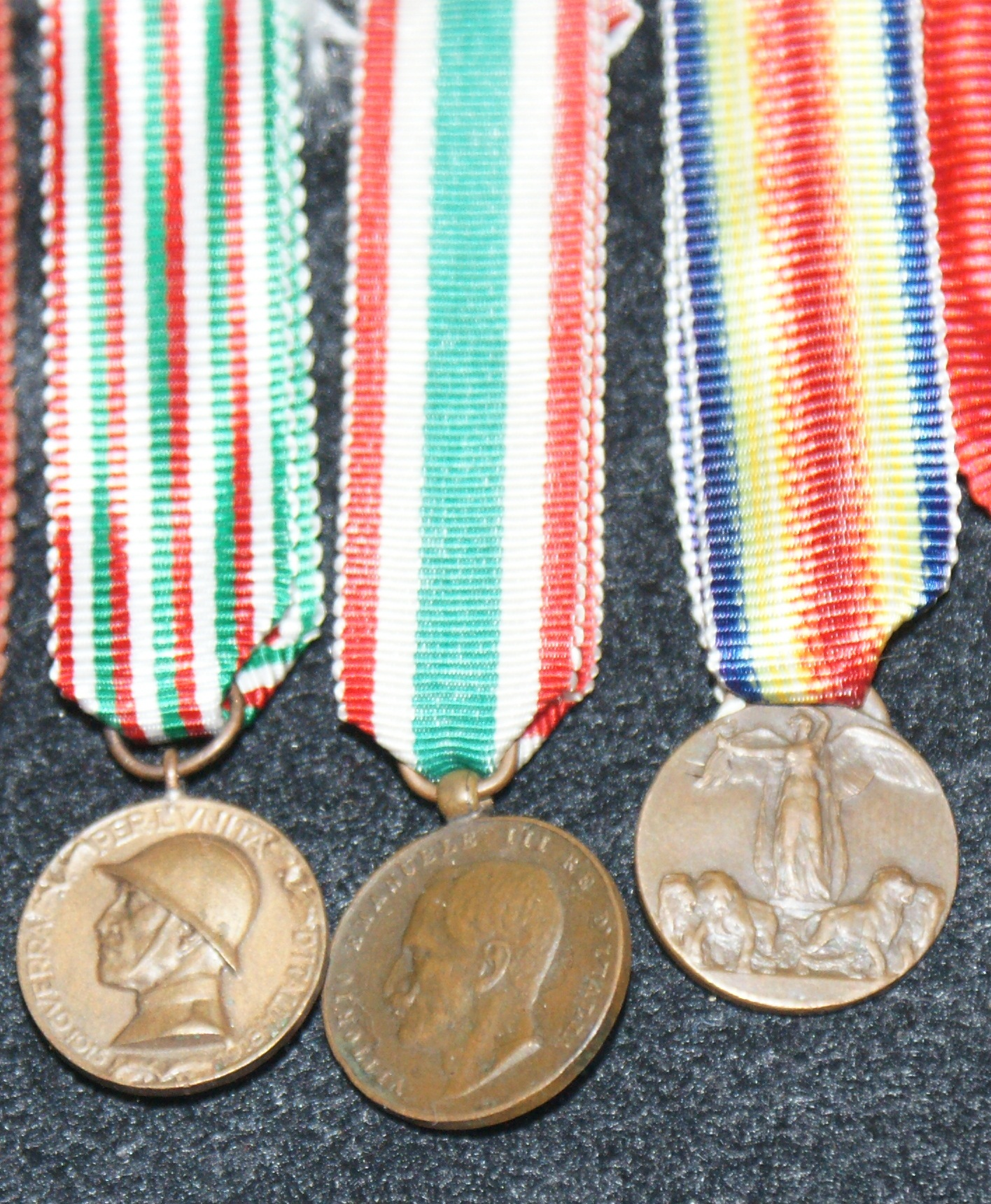
Миниатюрная версия (слева)
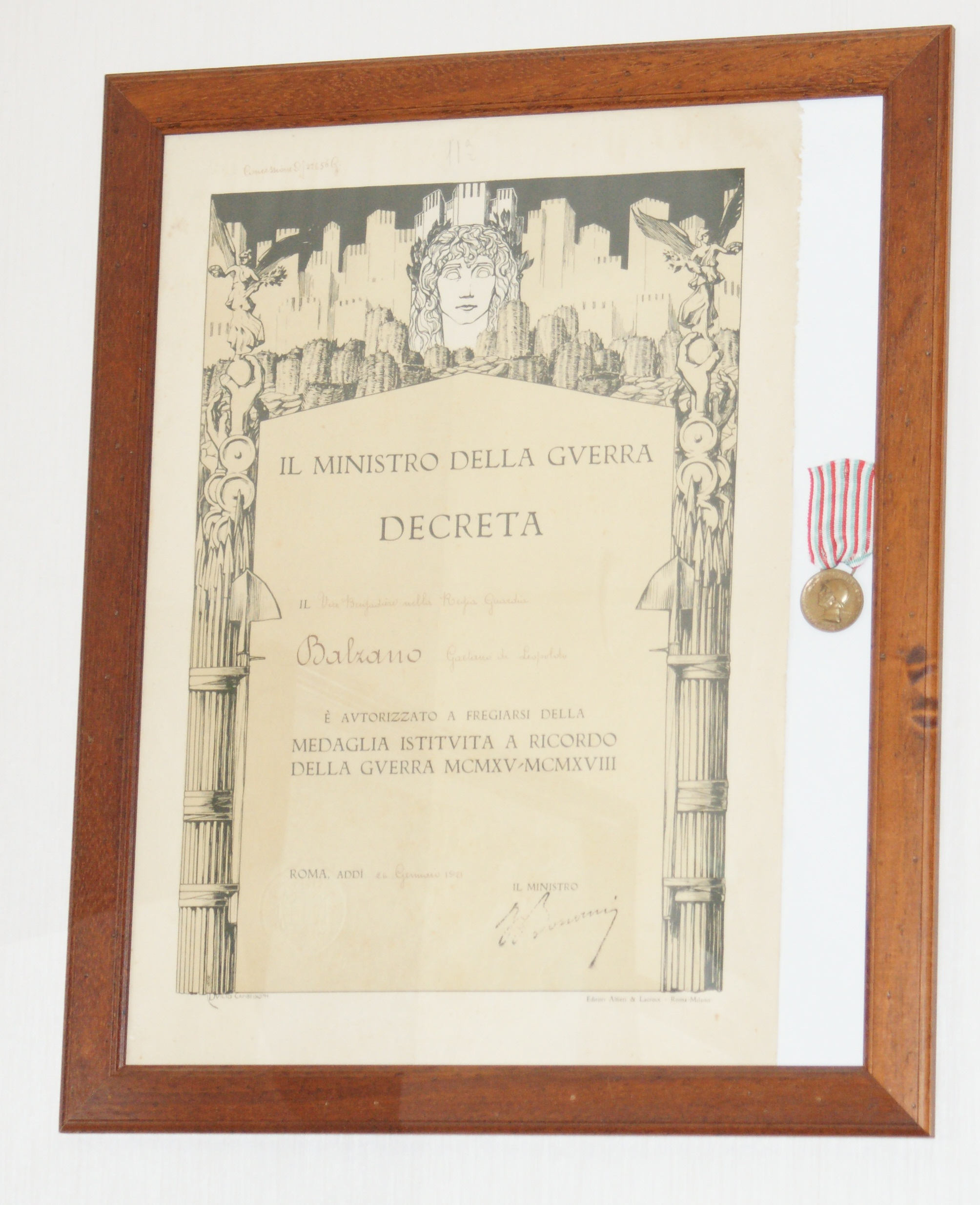
Диплом и медаль
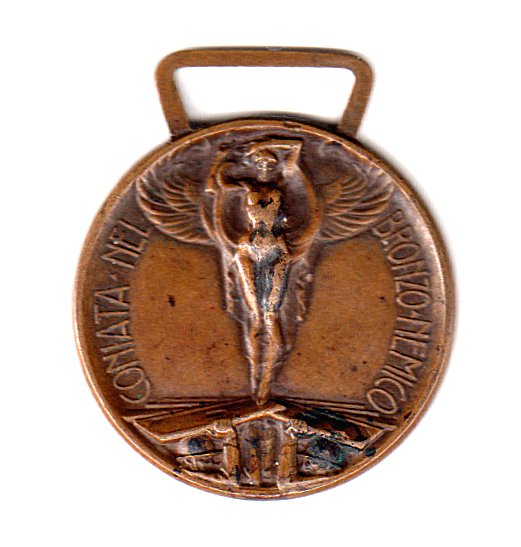
Оборотная сторона медали

## Известные награждённые
- Виктор Эммануил III
- Бенито Муссолини
- Эрнест Хемингуэй
- лётчик-ас Джанино Анчилотто[итал.]